# Evelyn Waugh
Arthur Evelyn St. John Waugh (/ˈɑːrθər ˈiːvlɪn ˈsɪndʒən wɔː/; 28 tháng 10 năm 1903 - ngày 10 tháng 4 năm 1966), được biết đến với bút danh Evelyn Waugh, là một nhà văn tiểu thuyết, tiểu sử và sách du lịch người Anh; ông cũng là một nhà báo và nhà phê bình của viết nhiều. Tác phẩm nổi tiếng nhất của ông bao gồm các tác phẩm trào phúng giai đoạn đầu Decline and Fall (1928) và A Handful of Dust (1934), tiểu thuyết Thăm lại Brideshead (1945) và bộ ba thế chiến II Sword of Honour (1952–61). Là một nhà văn, Evelyn Waugh được công nhận là một trong những nhà tạo mẫu văn xuôi tuyệt vời của tiếng Anh trong thế kỷ 20.
Là con trai của một nhà xuất bản, Waugh đã học tại trường Lancing College và sau đó ở Hertford College, Oxford, và một thời gian ngắn làm thầy giáo trước khi trở thành một nhà văn toàn thời gian. Lúc còn trẻ, ông đã có nhiều bạn bè giới thượng lưu và quý tộc thời trang và quý phái. Trong những năm 1930, ông đi nhiều nơi, thường xuyên với tư cách một phóng viên đặc biệt; vì vậy ông đã báo cáo từ Abyssinia tại thời điểm năm 1935 Ý xâm lược. Ông phục vụ trong các lực lượng vũ trang Anh trong suốt chiến tranh thế giới thứ hai (1939-1945), lần đầu tiên trong Thủy quân lục chiến Hoàng gia và sau đó tại Kị binh Hoàng gia. Ông là một nhà văn sâu sắc sử dụng những trải nghiệm và phạm vi rộng lớn những người mà anh gặp gỡ trong các tác phẩm của mình.